# 33347 Maryzhu
33347 Maryzhu è un asteroide della fascia principale. Scoperto nel 1998, presenta un'orbita caratterizzata da un semiasse maggiore pari a 2,3830663 UA e da un'eccentricità di 0,1500408, inclinata di 2,88469° rispetto all'eclittica.
Appartiene alla famiglia di asteroidi Nysa.